# Willie Park Jr.

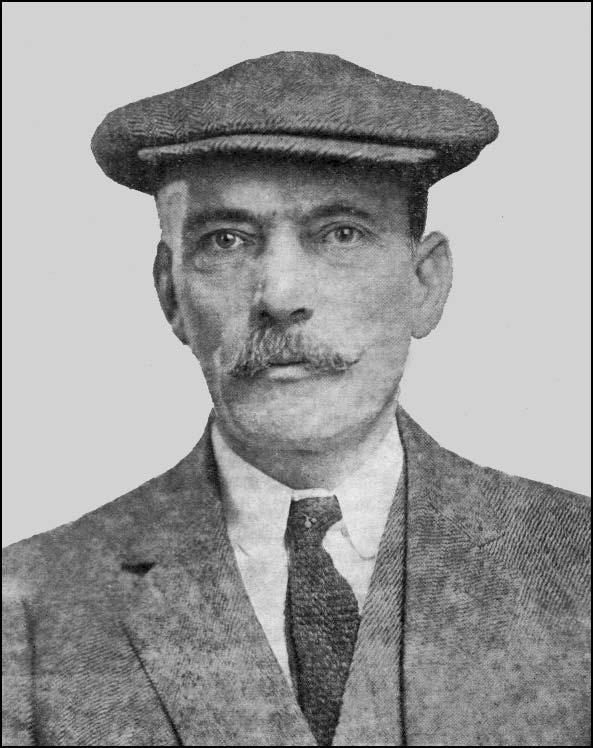
Willie Park Junior, 1917

Willie Park Jr. (* 4. Februar 1864 in Musselburgh, East Lothian; † Mai 1925 in Edinburgh) war ein Berufsgolfer, der als Spieler, Schlägerhersteller und Golfarchitekt bedeutende Pionierarbeit im Golfsport leistete.

## Leben und Werk
Geboren und aufgewachsen in Musselburgh, damals neben St Andrews eines der großen Golfzentren Schottlands, war die Berufswahl für Willie Park Junior nie eine Frage: sein Vater Willie Park Sr. gewann die Open Championship viermal, sein Onkel Mungo Park einmal und er selbst konnte schließlich zwei Siege verbuchen (1887, 1889). Zunächst arbeitete er als Caddie, Greenkeeper und Golflehrer, dann übernahm er das Familiengeschäft der Ball- und Schlägerherstellung und baute es mit Hilfe einiger Patente zu einem marktführenden Betrieb aus.
Ab 1886 betätigte er sich auch als Golfarchitekt, zunächst in Innerleithen für seinen kranken Vater einspringend. Andere Entwürfe aus seiner Frühphase sind Silloth-on-Solway (1892, aber wohl nur beratend), Baberton (1893), Larne (1895), Dieppe (1897), Bruntsfield Links (1898), Gullane #2 (1898) und Burntisland (1899).
1896 brachte Park mit „The Game of Golf“ das erste Golfbuch überhaupt heraus, das von einem Berufsgolfer geschrieben worden war. Das darin enthaltene Kapitel „Laying Out and Keeping Golf-Links“ zählt zu den frühesten Veröffentlichungen zum Thema Golfarchitektur. Sein bekannt gewordener Satz „The laying out of a golf course is by no means a simple task“ (der Entwurf eines Golfplatzes ist keinesfalls eine triviale Aufgabe) deutet die Entwicklung eines eigenständigen Berufsbildes an.
Im Jahr 1901 startete Park quasi im Alleingang das später so betitelte goldene Zeitalter der Golfarchitektur mit den ersten beiden Inlandsplätzen, die sich qualitativ mit den bis dato führenden Linksplätzen messen konnten: Sunningdale und Huntercombe (letzteres mit erheblicher finanzieller Beteiligung von Park selbst). Obwohl Sunningdale heute der wesentlich bekanntere Platz ist, kann Huntercombe mit zwei historisch bedeutsamen Neuerungen aufwarten: zum einen gab es dort erstmals ein auf zwei Ebenen angelegtes Grün, zum anderen war es der erste Golfplatz, der als Teil einer Wohnsiedlung geplant wurde.
Aufgrund der bald einsetzenden internationalen Reputation dieser Projekte folgten zahlreiche Aufträge im In- und Ausland. Besonders erwähnenswert sind dabei die ersten 9 Löcher Österreichs im Wiener Prater (1901), die jedoch im Zweiten Weltkrieg zerstört wurden. Zwei weitere Entwürfe in Frankreich folgten: Golf de La Boulie bei Versailles (1901) und Evian-les-Bains (1904), letzterer wurde allerdings ab 1988 durch einen neuen Platz ersetzt. Weitere Arbeiten waren Notts Hollinwell (1901), Montrose (1903), Royal Antwerp (1910), City of Derry (1911), Glasgow Gailes (1912) und Shiskine (1913).
Finanzielle Schwierigkeiten im Zusammenhang mit seinem Großprojekt Huntercombe zwangen Park 1916 zur Auswanderung in die USA, wo er weitere Plätze entwarf: unter anderem für den Woodway Country Club (1916), den Shuttle Meadow Country Club (1917), den Battle Creek Country Club (1921) und den Maidstone Club (1922). Auch in Kanada war er tätig, etwa 20 Golfplätze entwarf er dort, beispielsweise den Mount Bruno Golf Club bei Quebec (1919). Höhepunkt seiner Arbeit in Übersee war aber der US Open Kurs in Olympia Fields, Illinois (1922). Insgesamt werden ihm zwischen 170 und knapp 200 Layouts in Europa und Nordamerika zugeschrieben.
Obwohl Willie Park Junior einer der wichtigsten Protagonisten des goldenen Zeitalters der Golfarchitektur war, vertrat er teilweise noch Ansichten, die der bestrafenden Designphilosophie zugerechnet werden müssen. Beispielsweise sollte ein guter Spieler nie mit Hindernissen konfrontiert werden, so dass Park seine Bunker häufig abseits der Spiellinie platzierte. Auch sind Erdhügel, Wälle und ähnliche viktorianische Hindernisse eines seiner Markenzeichen. Dennoch finden sich auf seinen Plätzen auch genügend heroische und strategische Elemente, so bevorzugte er beispielsweise große, ondulierte Grüns und breite Fairways. Er förderte das strategische Spiel über den Boden, indem er seine Grüns nur selten frontal verteidigte. Sogar psychologische Tricks, wie etwa Bunker 50 Meter vor dem Grün, gehörten zu seinem Repertoire. Außerdem war seine natürliche Gestaltungsweise bahnbrechend: in „The Game of Golf“ ermahnt er die Golfarchitekten zur Offenheit gegenüber den natürlichen Gegebenheiten und spricht nicht vom „Konstruieren“, sondern vom „Finden“ der Löcher.
Im Mai 2013 wurde Willie Park Jr. in die World Golf Hall of Fame aufgenommen.